# (4182) Mount Locke
(4182) Mount Locke es un asteroide perteneciente al cinturón de asteroides, descubierto el 2 de mayo de 1951 por el equipo del Observatorio McDonald desde el Observatorio McDonald, Texas, Estados Unidos.

## Designación y nombre
Designado provisionalmente como 1951 JQ. Fue nombrado Mount Locke en homenaje al Monte Locke, lugar donde se encuentra el Observatorio McDonald.